# Van Doorslaer de ten Ryen
Van Doorslaer of Van Doorslaer de ten Ryen is een Belgische adellijke familie, afkomstig uit het Waasland, Bisdom Gent.

## Geschiedenis

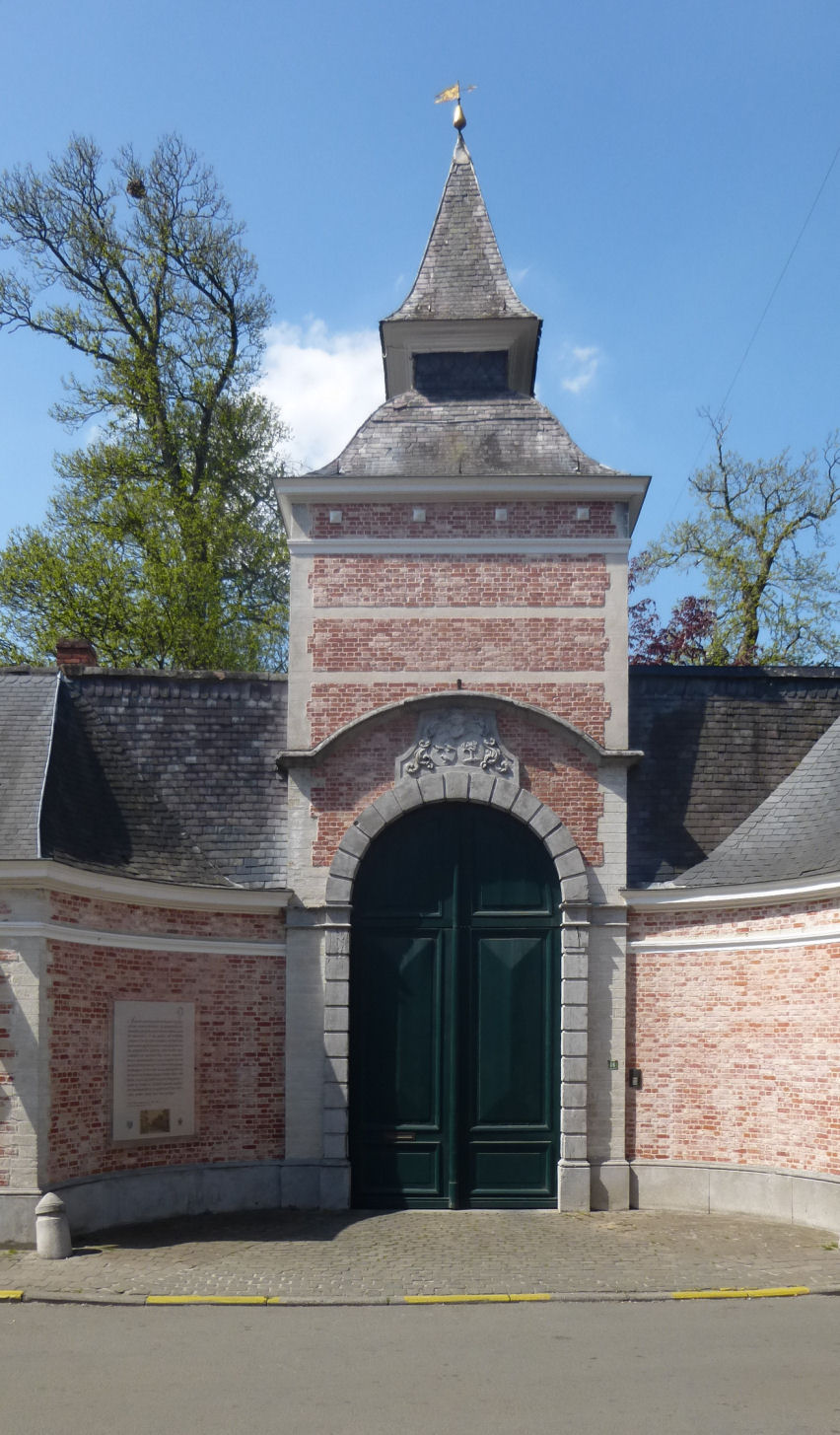
Poortgebouw van het kasteel van Doorslaer de ten Ryen, Hamme.

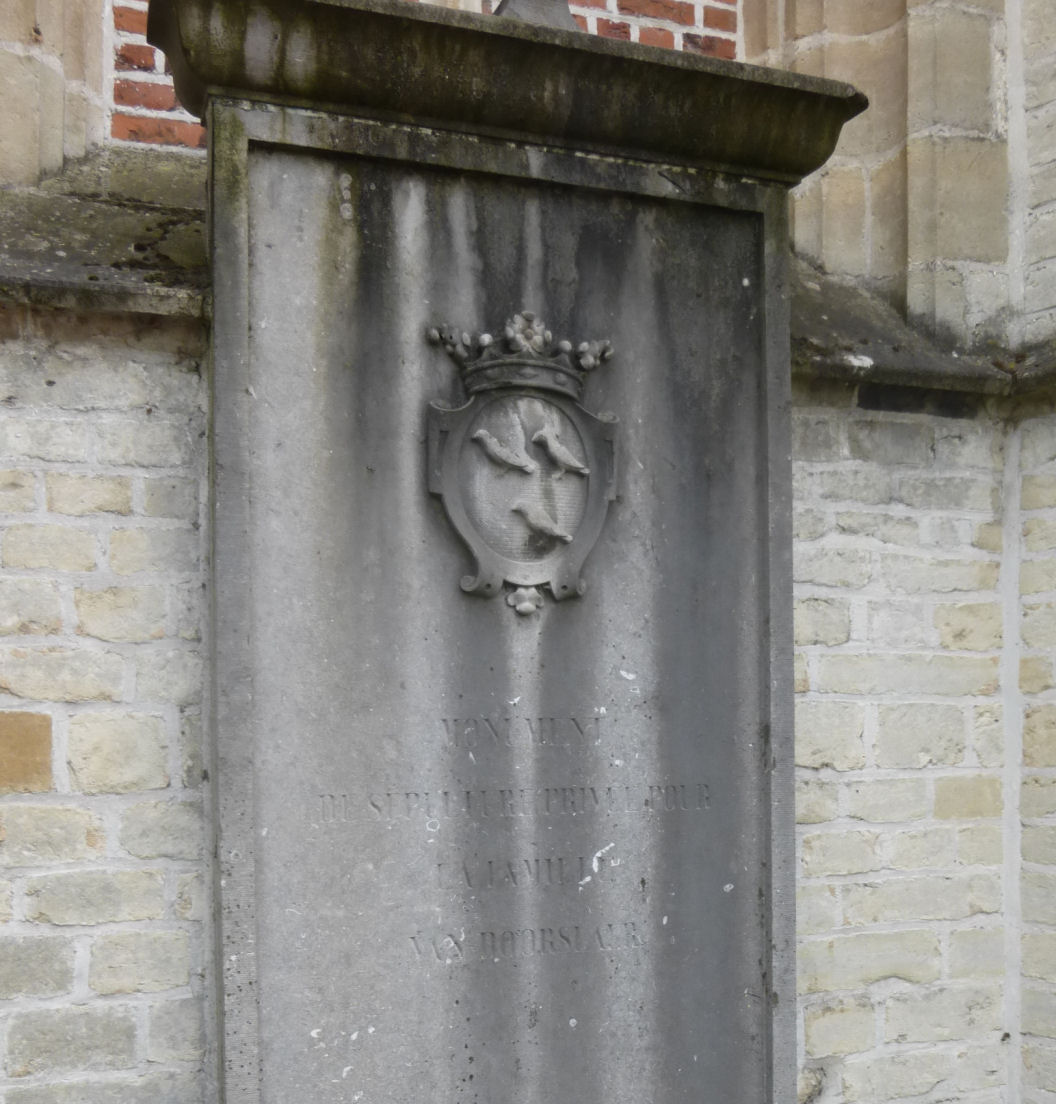
grafkelder met wapenschild, Waasmunster.

Edouard Jean Antoine van Doorslaer (Brussel, 4 april 1784 - Sint-Jans-Molenbeek, 20 februari 1863) was een zoon van Jean-François van Doorslaer, heer van ten Ryen (heerlijkheid nabij Waasmunster), en Elisabeth Lonck. Zij vader was erfachtig schout van Waasmunster en Elversele, bij open brieven het ambt toegekend van raadsheer bij de Raad van Brabant, hetgeen automatische opname in de erfelijke adel inhield.

## Genealogie
- Jean-Frans van Doorselaer de ten Ryen, schout van Waasmunster x Elisabeth Lonck
  - Joanna Maria van Doorselaer de ten Ryen, abdis van Roosenberg.
  - Edouard van Doorslaer de ten Ryen, trouwde in 1810 in Gent met Caroline van Duerne (1791-1817) en hertrouwde in 1820 in Brussel met Julienne Wauters (1796-1856), met drie kinderen uit het eerste en vijf kinderen uit het tweede huwelijk. 
    - Jules van Doorslaer de ten Ryen (1827-1901), was de enige van acht kinderen die trouwde, trouwde in 1864 in Hamme met Justine van Haver. Ze kregen drie zoons.
      - Charles van Doorslaer de ten Ryen (1865-1936), vrederechter in Hamme, trouwde in 1892 in Wervik met Marie Verhaeghe (1871-1945), dochter van Jean Verhaeghe, gedeputeerde van West-Vlaanderen. Ze kregen zes zoons en twee dochters, van wie alleen de hiernavolgende voor afstammelingen zorgde.
        - François (Frantz) van Doorslaer de ten Ryen (1896-1980), trouwde in 1924 in Vichte met Marthe Verhaeghe (1895-1962) en in Gent in 1965 met Esther Kroegman (1921-2001). Hij kreeg vier zoons en drie dochters uit het eerste huwelijk, met afstammelingen tot heden.

      - François van Doorslaer de ten Ryen (1866-1949), schepen van Hamme, trouwde in 1905 in Gent met Madeleine van Brabandt (1875-1945). Ze kregen vijf kinderen.
        - Jules van Doorslaer de ten Ryen (1906-1984) trouwde in 1938 in Brugge met Monique Dautricourt (1911-1997). Ze kregen vier zoons en drie dochters, met afstammelingen tot heden.
        - Jacques van Doorslaer de ten Ryen (1920-2009), vrederechter in Zele en Hamme, trouwde in 1947 in Hamme met Denise Vertongen (1925-2013). Ze kregen een zoon en zes dochters, met afstammelingen tot heden.